# リチャード・ディロン (第9代ディロン子爵)
第9代ディロン子爵リチャード・ディロン（英語: Richard Dillon, 9th Viscount Dillon、1688年 – 1737年2月）は、アイルランド貴族。

## 生涯
第8代ディロン子爵ヘンリー・ディロンとフランシス・ハミルトン（Frances Hamilton、1751年11月16日没、サー・ジョージ・ハミルトンの娘）の息子として、1688年に生まれた。
1714年1月13日に父が死去すると、ディロン子爵の爵位を継承した。しかし、1715年に忠誠の宣誓（oath of allegiance）を拒否し、以降アイルランド貴族院に登院しなくなった。
1737年2月に48歳で死去、叔父アーサーの息子チャールズが爵位を継承した。

## 家族
1720年、ブリジット・バーク（Bridget Burke、1691年頃 – 1779年7月16日、第9代クランリカード伯爵ジョン・バークの娘）と結婚、1女をもうけた。
- フランシス（Frances、1739年1月17日没） - 1735年1月16日、祖父の弟アーサー（英語版）の息子チャールズ（後の第10代ディロン子爵）と結婚、1男（早世）をもうけた